# Leiocephalus carinatus
Espèce
Synonymes
- Leiocephalus macleayii Gray, 1845
- Leiocephalus varius Garman, 1887
- Leiocephalus virescens Stejneger, 1901

Statut de conservation UICN

 LC  : Préoccupation mineure
L'iguane caréné à queue bouclée ou lézard à queue recourbée (Leiocephalus carinatus) est une espèce de sauriens de la famille des Leiocephalidae.

## Description
Lézard de 10 cm de longueur de corps, 25 cm avec la queue. Les écailles dorsales sont carénées et pointues. Souvent les adultes redressent la queue quand ils sont en position horizontale.

## Répartition
Cette espèce se rencontre au Honduras, dans les Bahamas, dans les îles Caïmans et à Cuba,.
Elle a été introduite volontairement à Palm Beach, en Floride dans les années 1940.

## Comportement
Lézard actif et robuste, il vit surtout sur le sol et se cache dans un terrier ou une cavité lorsqu'il est effrayé[citation nécessaire]. Il préfère les endroits ensoleillés avec des gravats ou des roches[citation nécessaire].Il adore se dorer sur les pierres pour capter le soleil. Il est très sensible aux vibrations et il a une bonne vue. Il est très peureux surtout quand il est jeune.

## Liste des sous-espèces
Selon The Reptile Database (22 mars 2013) :
- Leiocephalus carinatus aquarius Schwartz & Ogren, 1956
- Leiocephalus carinatus armouri Barbour & Shreve, 1935
- Leiocephalus carinatus carinatus Gray, 1827
- Leiocephalus carinatus cayensis Schwartz, 1959
- Leiocephalus carinatus coryi Schmidt, 1936
- Leiocephalus carinatus granti Rabb, 1957
- Leiocephalus carinatus hodsoni Schmidt, 1936
- Leiocephalus carinatus labrossytus Schwartz, 1959
- Leiocephalus carinatus microcyon Schwartz, 1959
- Leiocephalus carinatus mogotensis Schwartz, 1959
- Leiocephalus carinatus varius Garman, 1887
- Leiocephalus carinatus virescens Stejneger, 1901
- Leiocephalus carinatus zayasi Schwartz, 1959

## Galerie

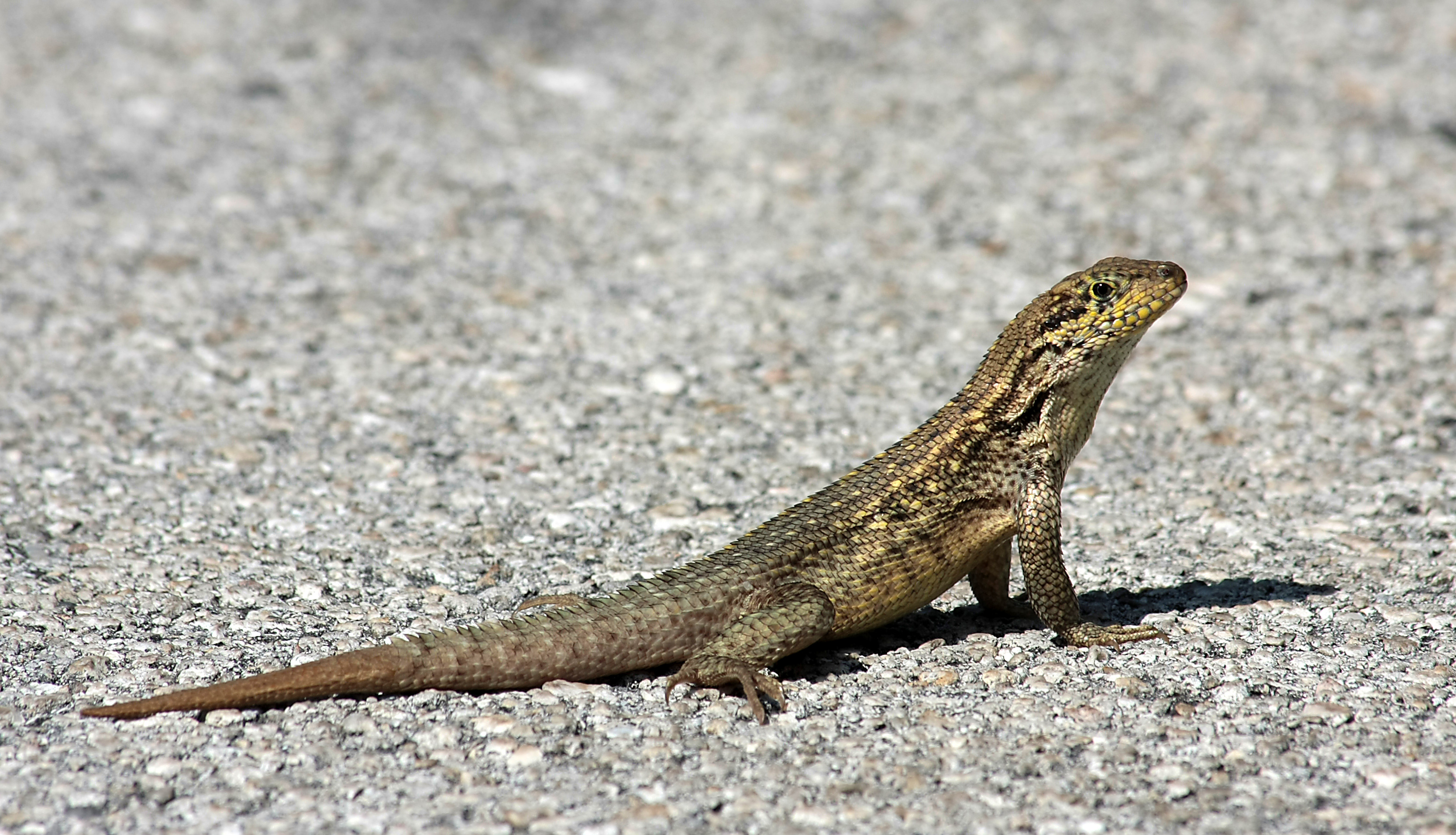
Leiocephalus carinatus armouri
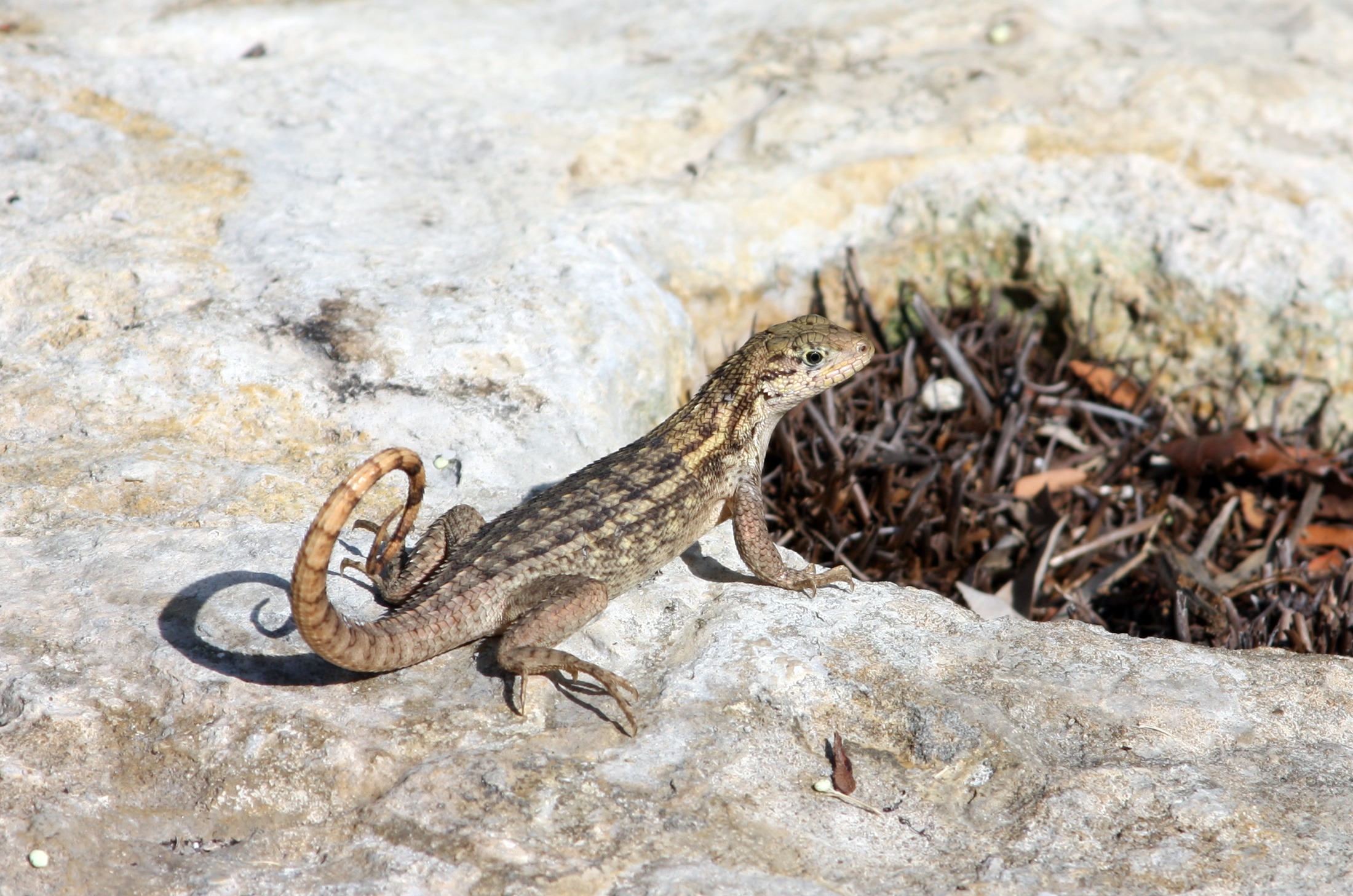
Leiocephalus carinatus armouri
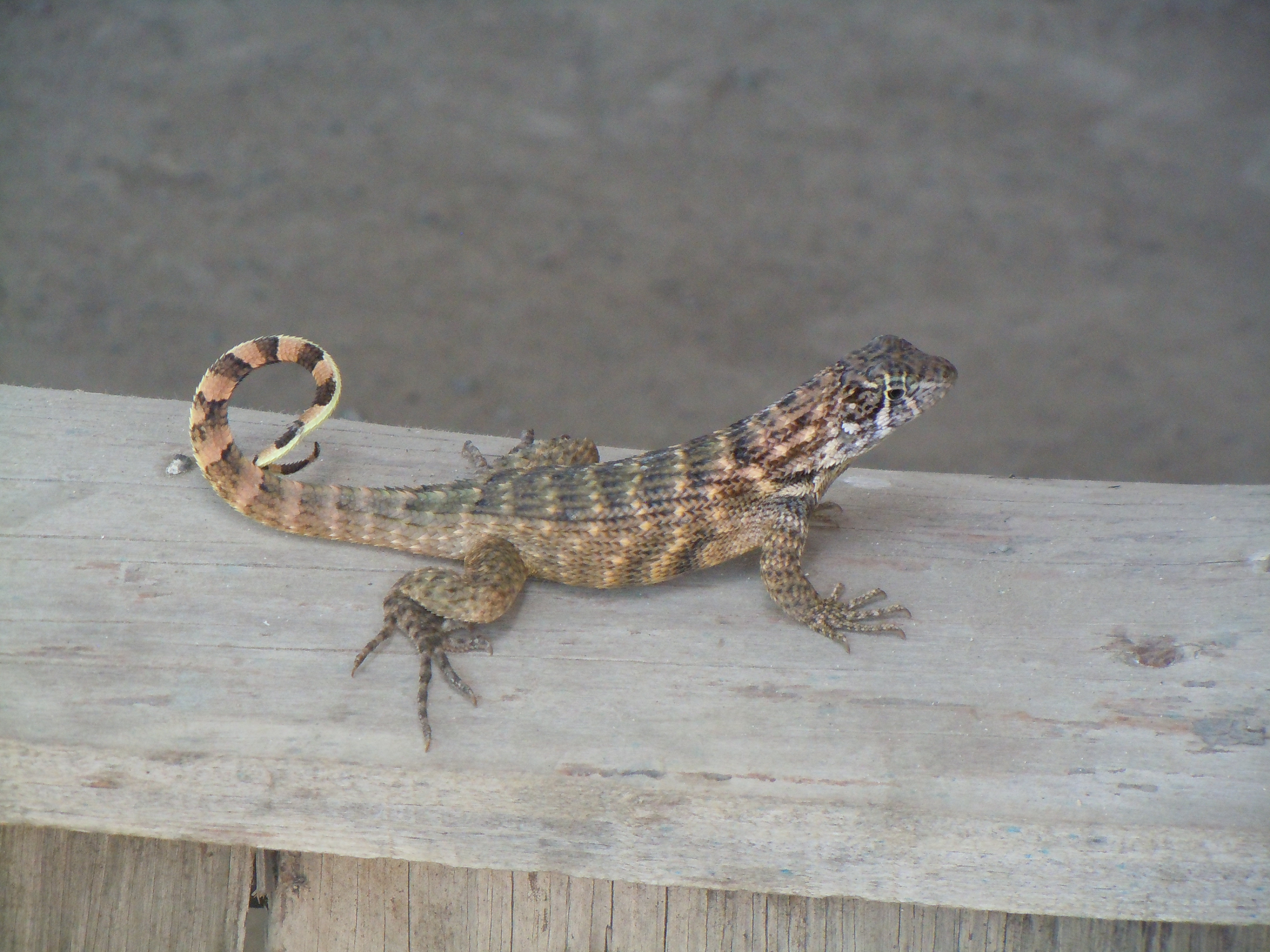
Position caractéristique de la queue redressée.

## Publications originales
- Barbour & Shreve, 1935 : Concerning some Bahamian reptiles, with notes on the fauna. Proceedings of the Boston Society of Natural History, vol. 40, p. 347-365.
- Garman, 1887 : On the reptiles and batrachians of Grand Cayman. Proceedings of the American Philosophical Society held at Philadelphia, vol. 24, p. 273-277 (texte intégral).
- Gray, 1827 : A Description of a new Genus and some new Species of Saurian Reptiles, with a Revision of the Species of Chameleons. The Philosophical Magazine or Annals of Chemistry, Mathematics, Astronomy, Natural History and General Science, vol. 2, no 9, p. 207-214 (texte intégral).
- Rabb, 1957 : A study of variation in the iguanid lizards of the Leiocephalus carinatus complex. Ph.D. Thesis, Univ. Microfilms, Ann Arbor, p. 1-159.
- Schmidt, 1936 : Notes on Bahaman reptiles and amphibians. Zoological Series of Field Museum of Natural History, vol. 20, no 16, p. 127-133 (texte intégral).
- Schwartz, 1959 : The Cuban lizards of the species Leiocephalus carinatus (Gray). Scientific Publications Reading Public Museum and Art Gallery, vol. l0, p. l-47.
- Schwartz & Ogren, 1956 : A collection of reptiles and amphibians from Cuba, with the description of two new forms. Herpetologica, vol. 12, no 2, p. 91-110.
- Stejneger, 1901 : Diagnosis of a new species of Iguanoid lizard from Green Cay, Bahama Islands.  Proceedings of the United States National Museum, vol. 23, no 1219, p. 471 (texte intégral).